# Мунис Карвальо, Родриго
Родриго Мунис Карвальо (порт. Rodrigo Muniz Carvalho; род. 4 мая 2001, Сан-Домингус-ду-Прата) — бразильский футболист, нападающий клуба «Фулхэм».

## Клубная карьера
Мунис — воспитанник клубов «Деспортиво Бразил» и «Фламенго». 25 января 2020 года в матче Лиги Кариока против «Волта-Редонда» он дебютировал за основной состав последних. Летом того же года Мунис для получения игровой практики был арендован «Коритибой». 14 октября в матче против «Палмейрас» он дебютировал в бразильской Серии A. В конце года Родриго вернулся во «Фламенго», где помог команде выиграть чемпионат. В 2021 году он стал обладателем Суперкубка Бразилии и победителем Лиги Кариока. 13 июня в поединке против «Америка Минейро» Родриго забил свой первый гол за «Фламенго». 
Летом 2021 года Мунис перешёл в английский «Фулхэм». Сумма трансфера составила 8 млн евро. В матче против «Блэкпула» он дебютировал в Чемпионшипе. 18 сентября в поединке против «Рединга» Родриго забил свой первый гол за «Фулхэм». 
21 августа 2022 года Мунис на правах сезонной аренды перешёл в «Мидлсбро». 27 августа в домашнем матче против «Суонси Сити» он дебютировал за новую команду, выйдя на замену на 57-й минуте вместо Дункана Уотмора. 30 августа в поединке против «Уотфорда» Родриго забил свой первый гол за «Мидлсбро». По окончании аренды Мунис вернулся в «Фулхэм». В матче против «Брентфорда» он дебютировал в английской Премьер-лиге.

## Достижения
Клубные
«Фламенго»
- Победитель чемпионата Бразилии (Серия A): 2020
- Победитель Лиги Кариока: 2021
- Обладатель Суперкубка Бразилии: 2021

«Фулхэм»
- Победитель Чемпионшипа: 2021/22